# Janus van Merrienboer
Adrianus van Merrienboer, plus connu sous le nom de Janus van Merrienboer, est un archer néerlandais né le 8 octobre 1894 à Oud en Nieuw Gastel et mort le 12 octobre 1947 dans son lieu de naissance.

## Biographie
Janus van Merrienboer est sacré champion olympique par équipes au tir au berceau à 28 mètres lors des Jeux olympiques d'été de 1920 se déroulant à Anvers. Hormis lui-même, l'équipe néerlandaise est composée de Driekske van Bussel, Piet de Brouwer, Janus Theeuwes, Jo van Gastel, Tiest van Gestel, Joep Packbiers et Theo Willems.